# 온두라스의 국장

온두라스의 국장

온두라스의 국장은 1825년에 제정되었으며 현재의 국장은 1935년에 수정된 국장이다.
국장 가운데에 그려져 있는 타원 안쪽에는 정삼각형이 그려져 있으며 정삼각형 아래쪽에는 바다가 그려져 있다. 정삼각형 앞쪽에는 두 개의 성곽이 그려져 있으며 성곽 사이에는 화산이 그려져 있다. 화산 위에는 태양이 그려져 있으며 성곽 위에는 무지개가 그려져 있다. 화산은 중앙아메리카 연방 공화국을, 정삼각형은 자유와 평등을, 성곽은 나라의 방위와 독립을 의미한다.
타원 위쪽에는 화살통이 장식되어 있으며 타원 양쪽에는 과일과 꽃이 담긴 뿔이 장식되어 있다. 타원 아래쪽에는 참나무와 소나무, 농기구와 채광용 공구가 그려져 있다. 국장 측면에는 낙엽수와 석회암 절벽이 그려져 있으며 국장 중앙에는 섭리의 눈이 그려져 있다. 화살통은 나라의 원주민을, 참나무, 소나무, 농기구, 채광용 공구는 나라의 풍부한 자연을 의미한다. 타원 바깥쪽으로 나온 고리 위쪽에는 "온두라스 공화국, 자유, 주권, 독립"("República de Honduras, libre, soberana e independiente")이 쓰여져 있으며 고리 아래쪽에는 온두라스가 독립한 날인 "1821년 9월 15일"("15 de septiembre de 1821")이 스페인어로 쓰여져 있다.

## 같이 보기
- 온두라스의 국기
- 온두라스의 국가